# Albin Liljenqvist
Albin Konrad Liljenqvist, född 10 maj 1887 i Halmstad, död 1 oktober 1963 i Markaryds församling, Kronobergs län, var en svensk arkitekt.
Liljenqvist utexaminerades från Chalmers tekniska läroanstalt 1909 och studerade vid Kungliga Konsthögskolan 1911–1913. Han var lärare vid Kristinehamns praktiska skola 1909–1910, anställd hos stadsarkitekten Per Lennart Håkanson i Kristianstad 1910–1911 och hos arkitekt Gustaf Lindgren i Stockholm 1913–1918. Han bedrev egen arkitektverksamhet i Stockholm 1918–1920, därefter i Malmö. Han var lektor i husbyggnadskonst och projektionslära vid högre tekniska läroverket i Malmö från 1920.